# Mistrzostwa Europy w Koszykówce Mężczyzn 1975
Mistrzostwa Europy w koszykówce mężczyzn 1975, były 19. edycją ME. Mistrzem została reprezentacja gospodarzy - Jugosławia. Polska zajęła w tych mistrzostwach 8. pozycję. Zawody odbywały się w dniach 7 - 15 czerwca 1975 w 4 jugosłowiańskich miastach: Split (grupa A), Karlovac (grupa B), Rijeka (grupa C) oraz Belgrad (mecze fazy finałowej).

## Drużyny
| Grupa A    | Grupa B        | Grupa C   |
| ---------- | -------------- | --------- |
| Włochy     | Izrael         | Bułgaria  |
| Jugosławia | Polska         | Grecja    |
| Holandia   | ZSRR           | Rumunia   |
| Turcja     | Czechosłowacja | Hiszpania |

## Grupa A
| Drużyna    | Mecze | W | P | K+  | K-  | +/- | Pkt |
| ---------- | ----- | - | - | --- | --- | --- | --- |
| Jugosławia | 3     | 3 | 0 | 277 | 210 | +67 | 6   |
| Włochy     | 3     | 2 | 1 | 221 | 212 | +9  | 5   |
| Turcja     | 3     | 1 | 2 | 201 | 239 | -38 | 4   |
| Holandia   | 3     | 0 | 3 | 204 | 242 | -38 | 3   |

| Data     | Uczestnicy | Uczestnicy | Uczestnicy | Wynik  |
| -------- | ---------- | ---------- | ---------- | ------ |
| 07.06.75 | Włochy     | -          | Turcja     | 83-65  |
| 07.06.75 | Jugosławia | -          | Holandia   | 102-76 |
| 08.06.75 | Włochy     | -          | Holandia   | 69-64  |
| 08.06.75 | Jugosławia | -          | Turcja     | 92-65  |
| 09.06.75 | Turcja     | -          | Holandia   | 71-64  |
| 09.06.75 | Jugosławia | -          | Włochy     | 83-69  |

## Grupa B
| Drużyna        | Mecze | W | P | K+  | K-  | +/- | Pkt |
| -------------- | ----- | - | - | --- | --- | --- | --- |
| ZSRR           | 3     | 3 | 0 | 255 | 224 | +31 | 6   |
| Czechosłowacja | 3     | 2 | 1 | 261 | 252 | +9  | 5   |
| Izrael         | 3     | 1 | 2 | 246 | 255 | -9  | 4   |
| Polska         | 3     | 0 | 3 | 232 | 263 | -31 | 3   |

| Data     | Uczestnicy     | Uczestnicy | Uczestnicy | Wynik |
| -------- | -------------- | ---------- | ---------- | ----- |
| 07.06.75 | Czechosłowacja | -          | Izrael     | 86-85 |
| 07.06.75 | ZSRR           | -          | Polska     | 79-72 |
| 08.06.75 | Czechosłowacja | -          | ZSRR       | 81-91 |
| 08.06.75 | Izrael         | -          | Polska     | 90-84 |
| 09.06.75 | ZSRR           | -          | Izrael     | 85-71 |
| 09.06.75 | Czechosłowacja | -          | Polska     | 94-76 |

## Grupa C
| Drużyna   | Mecze | W | P | K+  | K-  | +/- | Pkt |
| --------- | ----- | - | - | --- | --- | --- | --- |
| Hiszpania | 3     | 3 | 0 | 270 | 203 | +67 | 6   |
| Bułgaria  | 3     | 2 | 1 | 235 | 218 | +17 | 5   |
| Rumunia   | 3     | 1 | 2 | 199 | 237 | -38 | 4   |
| Grecja    | 3     | 0 | 3 | 195 | 241 | -46 | 3   |

| Data     | Uczestnicy | Uczestnicy | Uczestnicy | Wynik |
| -------- | ---------- | ---------- | ---------- | ----- |
| 07.06.75 | Hiszpania  | -          | Bułgaria   | 85-74 |
| 07.06.75 | Grecja     | -          | Rumunia    | 61-71 |
| 08.06.75 | Hiszpania  | -          | Rumunia    | 96-66 |
| 08.06.75 | Bułgaria   | -          | Grecja     | 81-71 |
| 11.06.75 | Hiszpania  | -          | Grecja     | 89-63 |
| 11.06.75 | Rumunia    | -          | Bułgaria   | 62-80 |

## Grupa spadkowa
| Drużyna  | Mecze | W | P | K+  | K-  | +/- | Pkt |
| -------- | ----- | - | - | --- | --- | --- | --- |
| Izrael   | 5     | 5 | 0 | 478 | 422 | +56 | 10  |
| Polska   | 5     | 3 | 2 | 416 | 387 | +29 | 8   |
| Turcja   | 5     | 3 | 2 | 379 | 396 | -17 | 8   |
| Holandia | 5     | 2 | 3 | 356 | 377 | -21 | 7   |
| Rumunia  | 5     | 1 | 5 | 408 | 428 | -20 | 6   |
| Grecja   | 5     | 1 | 4 | 345 | 372 | -27 | 6   |

| Data     | Uczestnicy | Uczestnicy | Uczestnicy | Wynik   |
| -------- | ---------- | ---------- | ---------- | ------- |
| 11.06.75 | Izrael     | -          | Holandia   | 81-80   |
| 11.06.75 | Turcja     | -          | Polska     | 86-77   |
| 12.06.75 | Turcja     | -          | Izrael     | 77-101  |
| 12.06.75 | Grecja     | -          | Polska     | 79-74   |
| 13.06.75 | Holandia   | -          | Grecja     | 66-65   |
| 13.06.75 | Rumunia    | -          | Polska     | 81-82   |
| 14.06.75 | Rumunia    | -          | Holandia   | 74-80   |
| 14.06.75 | Izrael     | -          | Grecja     | 87-76   |
| 14.06.75 | Turcja     | -          | Polska     | 71-90   |
| 15.06.75 | Turcja     | -          | Grecja     | 74-64   |
| 15.06.75 | Polska     | -          | Holandia   | 86-66   |
| 15.06.75 | Belgia     | -          | Rumunia    | 119-105 |

## Grupa finałowa
| Drużyna        | Mecze | W | P | K+  | K-  | +/- | Pkt |
| -------------- | ----- | - | - | --- | --- | --- | --- |
| Jugosławia     | 5     | 5 | 0 | 460 | 373 | +87 | 10  |
| ZSRR           | 5     | 4 | 1 | 432 | 395 | +37 | 9   |
| Włochy         | 5     | 2 | 3 | 381 | 364 | +17 | 7   |
| Hiszpania      | 5     | 2 | 3 | 397 | 422 | -25 | 7   |
| Bułgaria       | 5     | 1 | 4 | 386 | 444 | -58 | 6   |
| Czechosłowacja | 5     | 1 | 4 | 358 | 416 | -58 | 6   |

| Data     | Uczestnicy | Uczestnicy | Uczestnicy     | Wynik  |
| -------- | ---------- | ---------- | -------------- | ------ |
| 11.06.75 | Bułgaria   | -          | Czechosłowacja | 86-70  |
| 11.06.75 | Hiszpania  | -          | Jugosławia     | 76-98  |
| 12.06.75 | ZSRR       | -          | Włochy         | 69-65  |
| 12.06.75 | Jugosławia | -          | Czechosłowacja | 84-68  |
| 13.06.75 | Włochy     | -          | Hiszpania      | 89-69  |
| 13.06.75 | ZSRR       | -          | Bułgaria       | 94-79  |
| 14.06.75 | Włochy     | -          | Czechosłowacja | 68-72  |
| 14.06.75 | ZSRR       | -          | Hiszpania      | 94-80  |
| 14.06.75 | Bułgaria   | -          | Jugosławia     | 76-105 |
| 15.06.75 | Hiszpania  | -          | Czechosłowacja | 87-67  |
| 15.06.75 | Włochy     | -          | Bułgaria       | 90-71  |
| 15.06.75 | Jugosławia | -          | ZSRR           | 90-84  |

## Medaliści
|            |      |        |
| Jugosławia | ZSRR | Włochy |

## Zestawienie końcowe zespołów
| 1. - Jugosławia     |
| 2. - ZSRR           |
| 3. - Włochy         |
| 4. - Hiszpania      |
| 5. - Bułgaria       |
| 6. - Czechosłowacja |
| 7. - Izrael         |
| 8. - Polska         |
| 9. - Turcja         |
| 10. - Holandia      |
| 11. - Rumunia       |
| 12. - Grecja        |

## MVPMistrzostw
- Krešimir Ćosić